# Krystyna Piaseczna
Krystyna Stanisława Piaseczna, także: Krystyna Piaseczna-Lipińska (ur. 2 stycznia 1947 w Łodzi) – dziennikarka telewizyjna, reżyserka, autorka programów telewizyjnych i filmów dokumentalnych.

## Życiorys
Na początku lat 70. XX w. działała w antykomunistycznej, konspiracyjnej organizacji „Ruch”. Ukończyła filologią polską na Uniwersytecie Łódzkim. W latach 1969–1980 była reżyserką i kierowniczką Studenckiego Teatru Satyry „Pstrąg”. Na początku lat 70. była także reżyserką w Teatrze im. Stefana Jaracza w Łodzi. W późniejszym okresie pracowała jako lektor w Studium Języka Polskiego dla Cudzoziemców, a także starszy asystent w Zakładzie Wiedzy o Teatrze i Filmie oraz pełnomocnik rektora do spraw kultury studenckiej na Uniwersytecie Łódzkim. W drugiej połowie lat 70. wstąpiła do PZPR. W październiku 1979, wraz z m.in. Ryszardem Filipskim, Ryszardem Gontarzem i Bohdanem Porębą, podpisała list do Sekretariatu KC PZPR pt. „Głos w dyskusji przed VIII Zjazdem Polskiej Zjednoczonej Partii Robotniczej”. Sygnatariusze krytykowali z pozycji dogmatycznego komunizmu m.in. popularyzację sztuk teatralnych Witolda Gombrowicza i Sławomira Mrożka, filmy Andrzeja Wajdy, Agnieszki Holland czy Edwarda Żebrowskiego jako antyradzieckie i wyszydzające socjalizm. Jednym z postulatów było powołanie Klubów Twórczej Inteligencji Marksistowskiej afiliowanych przy komitetach wojewódzkich PZPR. W 1987 podjęła pracę w Komitecie do spraw Radia i Telewizji PRL. Od tej pory związana jest z TVP Łódź, początkowo kierowała działem reklamy, następnie w 1990 została dziennikarką.
Jest członkinią Zarządu Głównego i przewodniczącą Sekcji Krytyków Teatralnych Związku Artystów Scen Polskich, należy do Międzynarodowej Organizacji Teatralnej ITI oraz jest przewodniczącą Sekcji Krytyki Teatralnej ZASP w Warszawie. Należy do Rady Programowej EC1 Łódź. W swoim dorobku telewizyjnym ma filmy dokumentalne, reportaże z festiwali teatralnych w Wielkiej Brytanii, Danii, Pakistanie, Turcji, na Węgrzech i we Włoszech; teatralne cykle programowe dla TVP2 oraz cykl o życiu mieszkańców miejskich kamienic.

## Filmografia
1992: „Tadeusz Łomnicki” – scenariusz,
1993: „Londyńskie polonica” – reżyseria, scenariusz,
1994:
- „Prawo do godności – kobieta w Pakistanie” – realizacja,
- „Pocztówka z Pakistanu” – realizacja,
- „Kartki z pamiętnika Marii Białobrzeskiej” – realizacja,

1995:
- „Zofia Kucówna. Portret na 40-lecie twórczości” – reżyseria, scenariusz,
- „Teatr w domu dziecka – dziewiątka z Dębna” – realizacja,

1996:
- „Tadeusz Worontkiewicz” – realizacja, scenariusz,
- „Mirosław Szonert – portret z przeszłości” – realizacja,
- „Barbara Wałkówna. Portret Rodzinny Na 40-Lecie” – realizacja,

1997: „Anna Seniuk” – reżyseria, scenariusz,
1998: „Franciszek Pieczka. Portret na 70-lecie” – realizacja, scenariusz,
1999:
- „Zbigniew Zapasiewicz” – reżyseria, scenariusz,
- „110 lat sceny polskiej w Łodzi” – realizacja, scenariusz,

2007: „Maja Komorowska. Wszystko z tęsknoty” – reżyseria, scenariusz,
2008: „Herosi i komedianci” – reżyseria, scenariusz,
2017: „Małgorzata Bartyzel” – reżyseria, scenariusz,
2019:
- „Ostre słowa” – reżyseria, scenariusz,
- „Fantazja polska” – redakcja,

2020:
- „Wykapany zięć” – Producent wykonawczy,
- „O dwóch takich, co ukradli księżyc” – redakcja,
- „Ni z tego, ni z owego” – redakcja,

2021: „Przed sklepem w Osjakowie” – reżyseria, scenariusz.

## Odznaczenia
- Złoty Krzyż Zasługi[3]
- Odznaka „Zasłużony Działacz Kultury”
- Medal Pro Publico Bono im. Sabiny Nowickiej (2007)[6]
- Medal Mecenasa Łódzkiego Plastyka (2019)[7]

## Nagrody
- Nagroda Prezydenta Miasta Łodzi (2021)[2]
- Nagroda Ministra Kultury Narodowej
- Nagroda Rektora Uniwersytetu Łódzkiego
- Nagroda prezesa Telewizji Polskiej
- Nagroda Centralnej Komisji Towarzystwa Kultury Teatralnej[3]